# Dwulitrowy Rajdowy Puchar Świata
Dwulitrowy Rajdowy Puchar Świata (ang. FIA 2-Litre World Rally Cup – w skrócie 2L WRC) – był równoległym cyklem Rajdowych mistrzostw świata rozgrywanym w latach 1993-1999. Przeznaczony był dla samochodów o pojemności 1600 cm3 i 2000 cm3 z napędem na przednie koła. Przerwany został z uwagi na zbyt wysokie koszty. Producentem, który odniósł największe sukcesy, był Seat, który trzy razy z rzędu zdobył tytuł dzięki samochodowi Seat Ibiza Kit Car.

## Klasyfikacja producentów Dwulitrowego Rajdowego Pucharu Świata

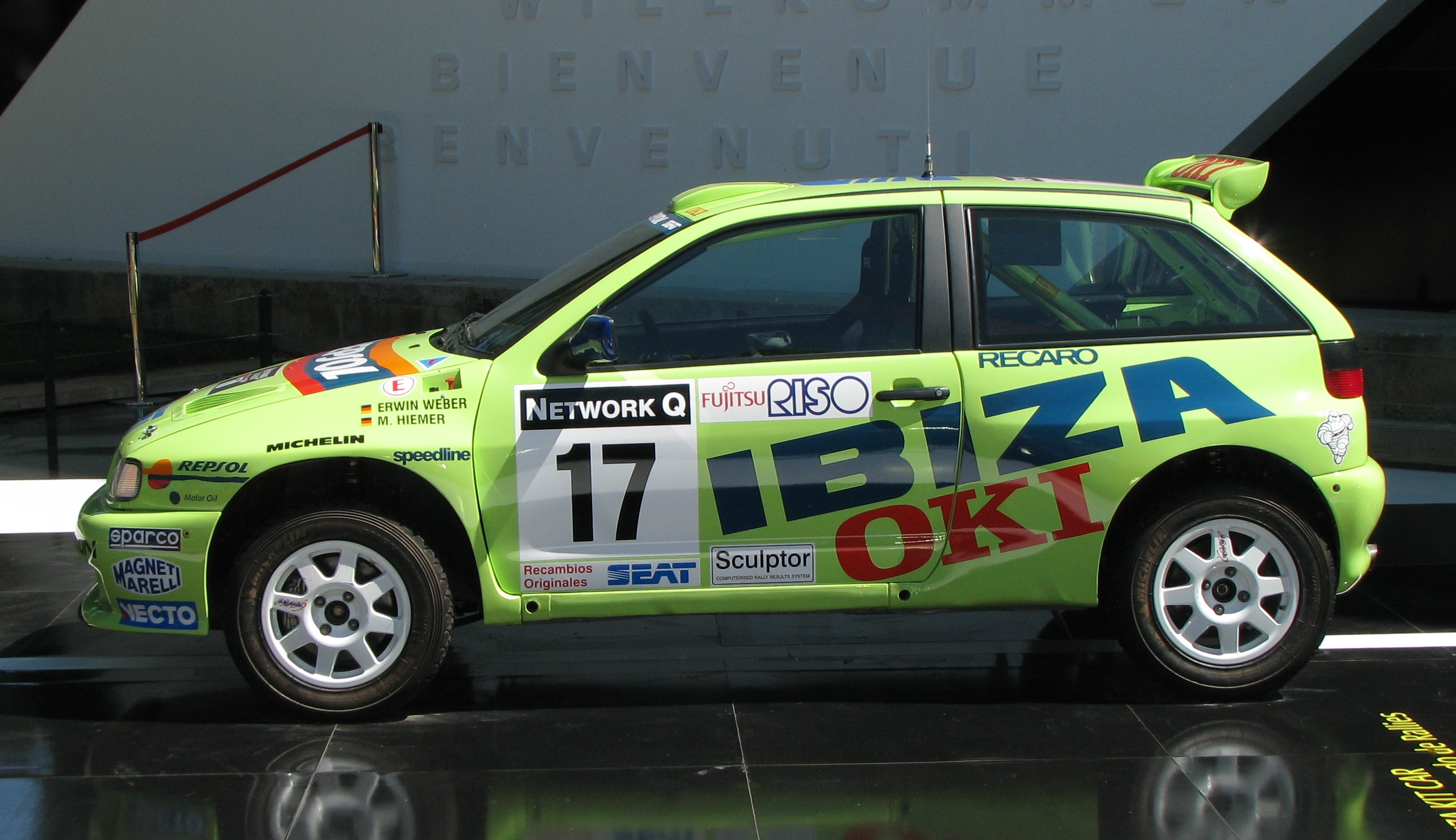
Seat Ibiza Kit Car trzykrotnie w latach 1996-1998 zdobywał mistrzostwo 2L WRC

| Rok  | Producent             | Samochód                          |
| ---- | --------------------- | --------------------------------- |
| 1993 | General Motors Europe | Opel Astra GSI 16V                |
| 1994 | Škoda                 | Škoda Favorit 136L                |
| 1995 | Peugeot               | Peugeot 306 S16                   |
| 1996 | SEAT                  | Seat Ibiza GTI 16V                |
| 1997 | SEAT                  | Seat Ibiza GTI 16V                |
| 1998 | SEAT                  | Seat Ibiza GTI 16V                |
| 1999 | Renault               | Renault Mégane Maxi, Renault Clio |